# چشم‌نما

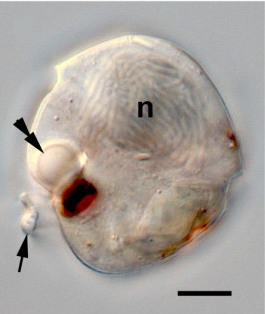
یک میکروگراف نوری از چرخان‌تاژک‌دار دارای چشم‌نما. هسته با n مشخص شده‌است، چشم‌نما با یک نوک پیکان دوتایی، و زائده پشت سلول با یک فلش نشان داده شده‌است. نوار مقیاس = ۱۰ میکرومتر

چشم‌نما (به انگلیسی: Ocelloid)، یک ساختار درون سلولی است که در خانواده Warnowiaceae (warnowiids) یافت می‌شود، که اعضای گروهی از جانداران تک‌سلولی به نام چرخان‌تاژک‌داران هستند. چشم‌نماها از نظر ساختار و عملکرد مشابه چشم موجودات چند سلولی است که نور را متمرکز، پردازش و تشخیص می‌دهد. چشم‌نما بسیار پیچیده‌تر از لکه چشمی است، ساختاری حساس به نور که در موجودات تک‌سلولی نیز یافت می‌شود، و در واقع یکی از پیچیده‌ترین ساختارهای زیر سلولی شناخته شده‌است. آن را به عنوان نمونه بارز تکامل همگرا توصیف کرده‌اند.

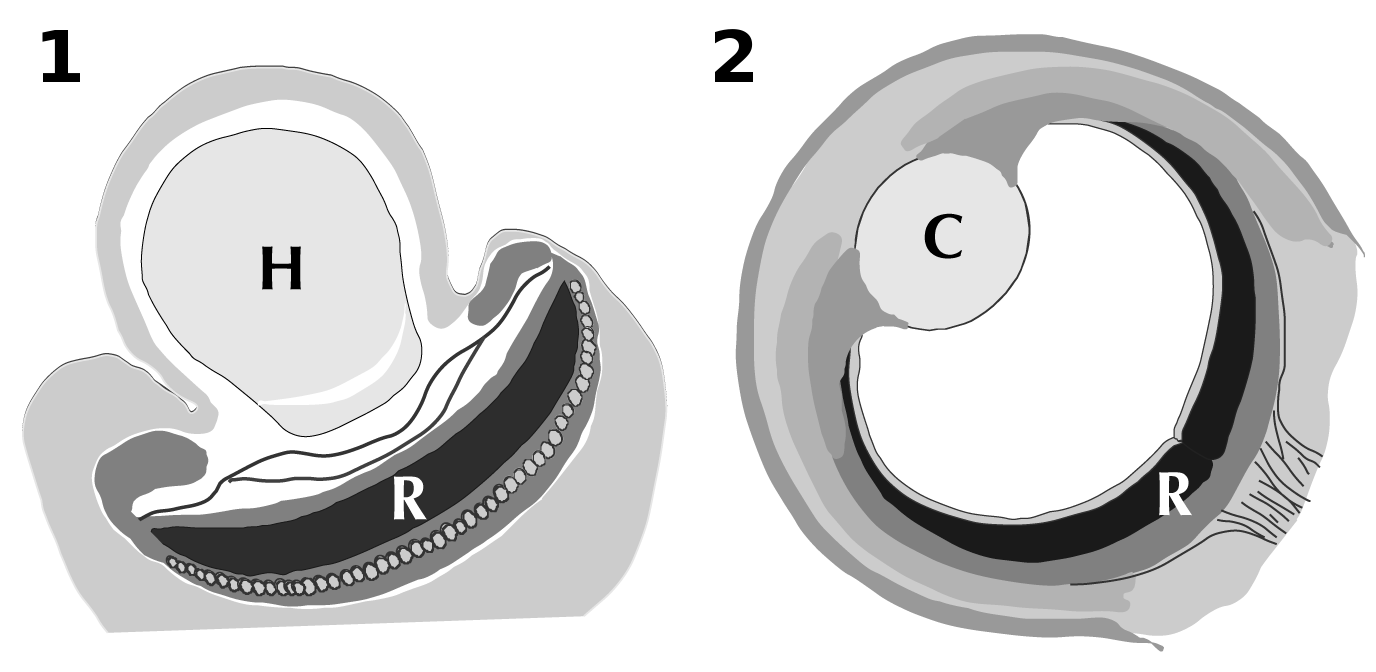
مقایسه بین ساختارهای اچشم‌نما (۱) و چشم مهره‌داران (۲). اجزاء به عنوان هیالوزوم (H)، بدن شبکیه / شبکیه (R) و عدسی کریستالین (C) نشان داده شده‌اند.